# Draba hookeri
Draba hookeri là một loài thực vật có hoa trong họ Cải. Loài này được Walp. mô tả khoa học đầu tiên năm 1848.